# Shape of You
Shape of You è un singolo del cantautore britannico Ed Sheeran, pubblicato il 6 gennaio 2017 come secondo estratto dal quinto album in studio ÷.
Nel 2018 il singolo ha vinto il Grammy Award alla miglior interpretazione pop solista. Considerato il numero di riproduzioni in streaming, è il terzo singolo più venduto di sempre nel Regno Unito con oltre 2 milioni e mezzo di copie vendute. Al 2019 Shape of You ha venduto più di 41 milioni di copie a livello globale, inclusive di unità equivalenti ad album, rendendola una delle canzoni più vendute di sempre nell'era digitale.

## Descrizione
Pubblicato in contemporanea a Castle on the Hill, il brano è stato composto da Sheeran insieme a Johnny McDaid e Steve Mac e presenta influenze tropical house, dancehall e R&B. Secondo quanto dichiarato dal cantautore in un'intervista concessa a BBC Radio 1, il brano era stato pensato in origine per la cantante Rihanna.
Il cantante britannico in un secondo momento ha aggiunto nei crediti ufficiali del brano depositati presso l'ASCAP Kandi Burruss, Tameka Cottle e Kevin Briggs, autori di No Scrubs del gruppo TLC, dopo che diversi utenti di Internet avevano riscontrato somiglianze tra No Scrubs e Shape of You, specialmente nel pre-ritornello di quest'ultimo.

## Video musicale
Il 5 gennaio 2017 Sheeran ha presentato il lyric video del singolo, uscito in contemporanea con quello di Castle on the Hill.
Il video musicale vero e proprio, diretto da Jason Koenig, è stato pubblicato il 30 gennaio dello stesso anno e ha come protagonista la ballerina statunitense Jennie Pegouskie e l'ex lottatore di sumo giapponese Yamamotoyama Ryūta. Il video ha ottenuto un enorme successo, divenendo a inizio 2019 il secondo più visto in assoluto nella storia di YouTube, con oltre quattro miliardi di visualizzazioni sulla piattaforma.

## Tracce
Testi e musiche di Ed Sheeran, Johnny McDaid e Steve Mac.
Download digitale, streaming
1. Shape of You – 3:53

Download digitale, streaming – Acoustic
1. Shape of You (Acoustic) – 3:43

Download digitale, streaming – Galantis Remix
1. Shape of You (Galantis Remix) – 3:15

Download digitale, streaming – Major Lazer Remix
1. Shape of You (Major Lazer Remix) (feat. Nyla & Kranium) – 3:12

Download digitale, streaming – Stormzy Remix
1. Shape of You (Stormzy Remix) – 3:51

CD singolo (Europa)
1. Shape of You – 3:51
2. Shape of You (Acoustic) – 3:43

Download digitale, streaming – Latin Remix Remix
1. Shape of You (Latin Remix) (feat. Zion & Lennox) – 3:57

Download digitale, streaming – Yxng Bane Remix
1. Shape of You (Yxng Bane Remix) – 3:27

Download digitale, streaming – NOTD Remix
1. Shape of You (NOTD Remix) – 3:10

## Formazione
Musicisti
- Ed Sheeran – voce, chitarra, percussioni, cori
- Steve Mac – tastiera
- Chris Laws – batteria
- Wayne Hernandez – cori
- Travis Cole – cori
- Geo Gabriel – cori

Produzione
- Steve Mac – produzione
- Ed Sheeran – coproduzione
- Dann Pursey – ingegneria del suono
- Chris Laws – ingegneria del suono
- Joe Rubel – ingegneria del suono
- Mark "Spike" Stent – missaggio
- Geoff Swan – assistenza al missaggio
- Michael Freeman – assistenza al missaggio
- Stuart Hawkins – mastering

## Successo commerciale
Shape of You ha debuttato al primo posto della Official Singles Chart il 13 gennaio 2017, vendendo 227 000 copie durante la prima settimana di messa in commercio. Contemporaneamente Sheeran ha debuttato al secondo posto con il singolo Castle on the Hill, diventando l'unico artista nella storia del Regno Unito ad aver debuttato con due diversi brani nelle prime due posizioni in classifica durante la medesima settimana. Shape of You ha mantenuto il primo posto per 13 settimane consecutive, più un'ulteriore settimana inframezzata dal primo posto di Sign of Times di Harry Styles. Nel luglio 2017 il singolo ha raggiunto quota 184 milioni di streaming, diventando il brano più riprodotto di sempre su Spotify nella storia del Regno Unito. È stato il brano più venduto e riprodotto dell'anno con oltre 787 000 copie vendute e 248 milioni di streaming durante il 2017.
Negli Stati Uniti d'America il singolo ha debuttato in vetta alla Billboard Hot 100, il primo nella carriera del cantautore; contemporaneamente Castle on the Hill ha debuttato al sesto posto, rendendo Sheeran il primo artista nella storia della classifica a far debuttare due brani nella top 10 durante la medesima settimana. Shape of You ha mantenuto il primo posto per 12 settimane non consecutive. Il 28 agosto 2017 il brano ha stabilito il record di 33 settimane consecutive nella top 10, rompendo un primato che durava da quasi vent'anni con le 32 settimane di permanenza registrate da How Do I Live di LeAnn Rimes nel 1998. Tale record è stato poi a sua volta superato da Circles di Post Malone nel 2020. All'agosto 2017 Shape of You aveva venduto 2,3 milioni di copie e registrato 799,7 milioni di streaming negli Stati Uniti.
Globalmente, Shape of You ha raggiunto oltre un miliardo di streaming su Spotify nel giugno 2017. Pochi mesi dopo è diventato il brano più riprodotto di sempre nella storia della piattaforma, superando One Dance di Drake. Si tratta inoltre del singolo più riprodotto di sempre nei primi dieci anni di disponibilità di Apple Music, servizio in cui aveva precedentemente infranto il primato della canzone più riprodotta nelle prime 24 ore d'uscita.

## Classifiche

### Classifiche settimanali
| Classifica (2017-24)  | Posizione massima |
| --------------------- | ----------------- |
| Australia             | 1                 |
| Austria               | 1                 |
| Belgio (Fiandre)      | 1                 |
| Belgio (Vallonia)     | 1                 |
| Bielorussia           | 130               |
| Bulgaria              | 1                 |
| Canada                | 1                 |
| Cile                  | 3                 |
| Colombia              | 1                 |
| Corea del Sud         | 7                 |
| Croazia               | 1                 |
| Danimarca             | 1                 |
| Estonia               | 198               |
| Filippine             | 1                 |
| Finlandia             | 1                 |
| Francia               | 1                 |
| Germania              | 1                 |
| Grecia                | 20                |
| Irlanda               | 1                 |
| Italia                | 1                 |
| Kazakistan            | 47                |
| Libano                | 2                 |
| Lituania              | 80                |
| Lussemburgo           | 1                 |
| Malaysia              | 1                 |
| Messico               | 2                 |
| Moldavia              | 179               |
| Norvegia              | 1                 |
| Nuova Zelanda         | 1                 |
| Paesi Bassi           | 1                 |
| Polonia               | 1                 |
| Portogallo            | 1                 |
| Regno Unito           | 1                 |
| Repubblica Ceca       | 1                 |
| Repubblica Dominicana | 6                 |
| Romania               | 1                 |
| Russia                | 1                 |
| Singapore             | 14                |
| Slovacchia            | 1                 |
| Slovenia              | 1                 |
| Spagna                | 2                 |
| Stati Uniti           | 1                 |
| Svezia                | 1                 |
| Svizzera              | 1                 |
| Ucraina               | 1                 |
| Ungheria              | 1                 |

### Classifiche di fine anno
| Classifica (2017) | Posizione |
| ----------------- | --------- |
| Argentina         | 3         |
| Australia         | 1         |
| Austria           | 2         |
| Belgio (Fiandre)  | 1         |
| Belgio (Vallonia) | 1         |
| Brasile           | 1         |
| Bulgaria          | 1         |
| Canada            | 1         |
| Corea del Sud     | 4         |
| Croazia           | 1         |
| Danimarca         | 1         |
| Finlandia         | 1         |
| Francia           | 1         |
| Germania          | 1         |
| Islanda           | 1         |
| Italia            | 2         |
| Lettonia          | 1         |
| Messico           | 4         |
| Norvegia          | 2         |
| Nuova Zelanda     | 1         |
| Paesi Bassi       | 1         |
| Perù              | 16        |
| Polonia           | 1         |
| Regno Unito       | 1         |
| Romania           | 1         |
| Russia            | 1         |
| Slovenia          | 1         |
| Spagna            | 2         |
| Stati Uniti       | 1         |
| Svezia            | 1         |
| Svizzera          | 1         |
| Ucraina           | 1         |
| Ungheria          | 1         |
| Classifica (2018) | Posizione |
| Australia         | 25        |
| Belgio (Fiandre)  | 41        |
| Belgio (Vallonia) | 37        |
| Brasile           | 34        |
| Canada            | 39        |
| Corea del Sud     | 29        |
| Croazia           | 36        |
| Danimarca         | 23        |
| Estonia           | 50        |
| Francia           | 15        |
| Germania          | 34        |
| Irlanda           | 34        |
| Islanda           | 32        |
| Italia            | 60        |
| Nuova Zelanda     | 20        |
| Paesi Bassi       | 45        |
| Regno Unito       | 31        |
| Russia            | 87        |
| Slovenia          | 25        |
| Spagna            | 53        |
| Stati Uniti       | 71        |
| Svezia            | 22        |
| Svizzera          | 13        |
| Ucraina           | 56        |
| Ungheria          | 40        |
| Classifica (2019) | Posizione |
| Australia         | 75        |
| Corea del Sud     | 108       |
| Danimarca         | 84        |
| Francia           | 66        |
| Islanda           | 61        |
| Portogallo        | 100       |
| Regno Unito       | 76        |
| Slovenia          | 44        |
| Ucraina           | 68        |
| Classifica (2020) | Posizione |
| Corea del Sud     | 148       |
| Francia           | 150       |
| Portogallo        | 173       |
| Ucraina           | 186       |
| Classifica (2021) | Posizione |
| Australia         | 91        |
| Corea del Sud     | 168       |
| Francia           | 186       |
| Portogallo        | 161       |
| Regno Unito       | 71        |
| Classifica (2022) | Posizione |
| Australia         | 74        |
| Regno Unito       | 67        |
| Ucraina           | 131       |
| Classifica (2023) | Posizione |
| Australia         | 94        |
| Bielorussia       | 165       |
| Corea del Sud     | 177       |
| Kazakistan        | 92        |
| Ucraina           | 162       |
| Classifica (2024) | Posizione |
| Bielorussia       | 181       |
| Corea del Sud     | 161       |
| Kazakistan        | 149       |
| Ucraina           | 165       |

### Classifiche di fine decennio
| Classifica (2010-19) | Posizione |
| -------------------- | --------- |
| Australia            | 1         |
| Germania             | 1         |
| Norvegia             | 3         |
| Regno Unito          | 1         |
| Russia               | 30        |
| Stati Uniti          | 3         |
| Ucraina              | 7         |

### Classifiche di fine secolo
| Classifica (2000-2024) | Posizione |
| ---------------------- | --------- |
| Stati Uniti            | 6         |

### Classifiche di tutti i tempi
| Classifica (1958-2021) | Posizione |
| ---------------------- | --------- |
| Stati Uniti            | 10        |